# Les Cinquante Ans de Don Juan
Les Cinquante ans de Don Juan (ou Le Réveil de Maddalone) est un film français réalisé par  Henri Étiévant et sorti en 1925.
Charles Vanel qui tient le rôle principal a tourné ce film en 1924 en même temps que La Nuit de la revanche.

## Fiche technique
- Titre alternatif : Le Réveil de Maddalone[2]
- Réalisation : Henri Étiévant
- Scénario : d'après Stefan Markus
- Société de production	: Films Markus
- Directeur de la photographie : Gaston Brun
- Date de sortie :
  - France : 4 septembre 1925[3]

## Distribution
- Charles Vanel
- Geneviève Cargese
- Sylvio de Pedrelli
- Rachel Devirys
- Léon Mathot
- Maurice Schutz
- Simone Vaudry
- Nathalie Zigankoff